# Półpokrywy

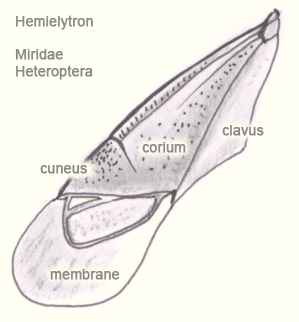
Półpokrywa pluskwiaka różnoskrzydłego z rodziny tasznikowatych

Półpokrywa, hemielitra (łac. hemielytra) – zmodyfikowane skrzydło przednie pluskwiaków różnoskrzydłych, wyróżniające je od innych pluskwiaków.
Półpokrywy nie służą do latania, lecz chronią tylną parę skrzydeł służącą temu celowi. Zesklerytozowana część pierwsza składa się z korium, międzykrywki, embolium i klinika. Błoniasta, końcowa część półpokryw to zakrywka.
| |
| Widok górny tarczówki. |
| Legenda. 1 – przedplecze; 2 – tarczka; 3 do 6 – półpokrywa składająca się z utwardzonej części (numery: 3 – międzykrywka; 4 – korium; 5 – embolium) i zakrywki oznaczonej liczbą 6. |